# Рохас, Джейсон
Джейсон Алехандро Рохас Орельяна (исп. Jeyson Alejandro Rojas Orellana; 23 января 2002, Сан-Хавьер-де-Лонкомилья, Чили) — чилийский футболист, защитник клуба «Коло-Коло» и сборной Чили.

## Карьера
Джейсон — уроженец чилийской коммуны Сан-Хавьер-де-Лонкомилья. Воспитанник клуба Коло-Коло. С сезона 2020 года — игрок основной команды. 3 октября 2020 года дебютировал в чилийской Примере в поединке против «Уачипато», появившись на поле в стартовом составе и проведя весь матч. Довольно быстро стал основным защитником клуба. В дебютном сезоне провёл за него 14 встреч. Вместе с командой занял в чемпионате 16 место и участвовал в матче плей-офф на вылет против «Универсидада Консепсьона», в котором «Коло-Коло» одержали победу со счётом 1:0.
22 марта 2021 года принял участие в поединке Суперкубка Чили, в котором «Универсидад Католика» обыграл Коло-Коло со счётом 4:2.

## Статистика выступлений
| Клуб             | Сезон            | Лига             | Лига  | Лига | Кубок | Кубок | Междунар. | Междунар. | Всего | Всего |
| Клуб             | Сезон            | Лига             | Матчи | Голы | Матчи | Голы  | Матчи     | Голы      | Матчи | Голы  |
| ---------------- | ---------------- | ---------------- | ----- | ---- | ----- | ----- | --------- | --------- | ----- | ----- |
| Коло-Коло        | 2020             | Примера          | 14    | 0    | 1     | 0     | 0         | 0         | 15    | 0     |
| Коло-Коло        | 2021             | Примера          | 13    | 0    | 2     | 0     | 0         | 0         | 15    | 0     |
| Всего за карьеру | Всего за карьеру | Всего за карьеру | 27    | 0    | 3     | 0     | 0         | 0         | 30    | 0     |